# Keywords Studios
Keywords Studios plc é uma empresa irlandesa de serviços da indústria de jogos eletrônicos com sede em Leopardstown. Fundada em 1998 por Giorgio Guastalla e Teresa Luppino, a empresa inicialmente fornecia serviços de localização para software de negócios antes de fazer a transição para a indústria de jogos eletrônicos. Andrew Day substituiu Guastalla como CEO em 2009 e a empresa concluiu sua oferta pública inicial na Bolsa de Valores de Londres em 2013. Desde então, a Keywords Studios adquiriu várias outras empresas, incluindo Certain Affinity, Blindlight, Climax Studios, Forgotten Empires, GameSim, Heavy Iron Studios, High Voltage Software, Smoking Gun Interactive, Tantalus Media e Wicked Workshop. Em outubro de 2024, a Keywords Studios foi adquirida por um grupo de empresas lideradas pela EQT AB.

## História
Giorgio Guastalla, um empresário ítalo-irlandês que trabalhou anteriormente no escritório da Microsoft em Dublin, fundou a Keywords Studios em 1998 com sua esposa, Teresa Luppino. A empresa foi fundada em Leopardstown (um subúrbio de Dublin) com o nome Keywords International e originalmente fornecia serviços de localização para software empresarial. Um escritório regional em Roma foi estabelecido em 2001.
A partir de 2004, a Keywords International envolveu-se progressivamente com a indústria de jogos eletrônicos. Andrew Day, natural de Joanesburgo e amigo de longa data de Guastalla, juntou-se à empresa em março de 2009 a pedido de Guastalla e tornou-se seu diretor executivo (CEO). Nessa época, a Keywords International tinha 50 funcionários e receitas de 3,5 milhões de euros. Day percebeu que o lado do fornecedor no mercado de videogames era altamente fragmentado e pretendia transformar a Keywords International em um "balcão único" para vários estágios do desenvolvimento de jogos eletrônicos. Ele também pretendia mudar a dependência significativa da empresa em um único cliente. Day instituiu um plano de cinco anos que mudou o foco da empresa inteiramente para os jogos e levaria a uma flutuação em 2014. O antigo cliente importante reduziu significativamente seus negócios com a Keywords International em 2010. Outros escritórios regionais foram abertos em Tóquio em dezembro de 2009, em Montreal em 2010 e em Seattle em 2012.
Em junho de 2013, a Keywords International anunciou sua intenção de lançar e vender 56% de suas ações no Mercado de Investimento Alternativo da Bolsa de Valores de Londres. Nessa altura, a empresa contava com 120 funcionários e um lucro antes de impostos de 2,74 milhões de euros sobre receitas de 14,34 milhões de euros. Neste processo, a Keywords Studios Limited foi incorporada no Reino Unido. Em 8 de julho, foi renomeada para Keywords Studios plc e adquiriu totalmente a Keywords International. A Numis Securities atuou como consultora financeira e administrou a oferta, e a Keywords Studios foi lançada em 12 de julho, levantando 28 milhões. Ross Graham foi posteriormente contratado como presidente. Antes da flutuação, a PEQ Holdings (uma empresa associada a Guastalla, Giacomo Duranti e Marco De Sanctis) possuía 75,1% das ações, com Day detendo os 24,9% restantes. A flutuação reduziu a propriedade da PEQ Holdings para 29,9% e a de Day para 13,2%. A Cazenove Capital Management adquiriu 12% da empresa, juntamente com outros investimentos da Artemis e Legal & General.
Com a oferta pública inicial concluída, Day imaginou uma abordagem baseada em aquisições para expandir o Keywords Studios. A Liquid Violet, fornecedora de serviços de produção de voz, foi sua primeira compra em janeiro de 2014. No final de 2016, a Keywords Studios tinha 2.600 funcionários, incluindo 120 na sua sede em Dublin. A aquisição da VMC em outubro de 2017 adicionou 1.300 funcionários ao quadro de funcionários da Keywords Studios. De acordo com o Davy Group, essa aquisição transformou a Keywords Studios no maior provedor de funcionalidade de garantia de qualidade. Em julho de 2018, a empresa anunciou a criação da Keywords Ventures, um fundo de capital de risco voltado para o suporte a startups. A Keywords Studios adquiriu 45% da AppSecTest como a primeira sob este fundo. No mesmo mês, Igor Efremov foi contratado como diretor de criação e Andrew Brown como diretor de marketing. Jon Hauck foi contratado como diretor financeiro (CFO) da Keywords Studios em novembro de 2019, substituindo David Broderick após ele ter anunciado sua renúncia. No início da pandemia de COVID-19 em 2020, Day e Hauck sofreram um corte salarial de 20%. Os funcionários criticaram a forma como a empresa lidou com a pandemia, afirmando que as operações permaneceram praticamente inalteradas, apesar das preocupações com a segurança sanitária. Em maio daquele ano, a empresa levantou 100 milhões para adquirir empresas fragilizadas pela pandemia.
Em janeiro de 2021, a Keywords Studios contratou Sonia Lashand Sedler como sua diretora de operações (COO). Citando motivos de saúde, Day tirou uma licença temporária em março de 2021, com Hauck e Sedler se tornando CEOs interinos conjuntos. Em junho, a Keywords Studios anunciou a aposentadoria iminente de Day e que ele havia renunciado formalmente ao cargo de CEO e membro do conselho de diretores, permanecendo no conselho apenas em uma função consultiva por seis meses. Bertrand Bodson, o antigo diretor digital da Novartis, sucedeu Day em 1 de dezembro de 2021. Em janeiro de 2022, Guastalla deixou o cargo de diretor não executivo da Keywords Studios para se concentrar em seus outros negócios. Ele foi seguido em breve por Sedler, que deixou a empresa em março de 2022, alegando motivos pessoais. Graham morreu inesperadamente em março de 2023. Como ele deveria se aposentar no final daquele mês, o diretor não executivo Don Robert já havia sido designado como seu substituto. Hauck sucedeu Sedler como COO em 1 de julho de 2023, enquanto Robert Kingston foi contratado como CFO. Kingston já havia atuado nessa função para a divisão do Reino Unido e Irlanda da Flutter Entertainment.
Juntamente com as empresas Active Fence, Take This e Modulate, a Keywords Studios estabeleceu a Gaming Safety Coalition em março de 2024 para melhorar as práticas de saúde mental em jogos online. Em maio de 2024, a Keywords Studios anunciou que aceitaria uma oferta de aquisição da empresa de investimentos sueca EQT AB de 25,50 em dinheiro por ação, um total de 2,2 bilhões. A oferta foi um prêmio de 73% do preço anterior da ação de 14,70, que subiu para 23,78 na sequência do anúncio. O acordo final de 24,50 por ação foi anunciado em julho e está pendente de aprovação dos acionistas. Na proposta, a EQT adquiriria 51% da empresa, enquanto a Temasek e a CPP Investments obteriam cada uma 24,5%. A transação foi anunciada como concluída em 24 de outubro, e a Keywords foi retirada da Bolsa de Valores de Londres.

## Assuntos corporativos
A Keywords Studios está sediada em Whelan House, no South County Business Park de Leopardstown. Em setembro de 2017, a empresa arrendou todo o rés-do-chão e partes do primeiro e piso térreo da Whelan House por 422.722 €. A Italicatessen, uma empresa de importação de alimentos fundada por Guastalla e Luppino em 2002, fornece serviços de catering para a sede da Keywords Studios. A partir de 2023, a Keywords Studios emprega 12,340 pessoas.

## Operações
Day afirmou que não lançar produtos sob o nome Keywords Studios contribui para que ele permaneça "fora do radar".Os negócios da empresa são divididos em sete segmentos: arte, engenharia, testes funcionais, gravação de áudio, tradução, localização e suporte aos jogadores.
| Nome                      | Adquirido                                                 | Negocios                                                  | Ref(s).       |
| ------------------------- | --------------------------------------------------------- | --------------------------------------------------------- | ------------- |
| Liquid Violet             | Janeiro de 2014                                           | Produção de voz                                           | [ 17 ]        |
| Babel Media               | Fevereiro de 2014                                         | Localização e testes de localização                       | [ 38 ]        |
| Binari Sonori             | Maio de 2014                                              | Localização                                               | [ 39 ]        |
| Lakshya Digital           | Outubro de 2014                                           | Serviços de arte                                          | [ 40 ]        |
| Alchemic Dream            | Janeiro de 2015                                           | Atendimento ao cliente                                    | [ 41 ]        |
| Reverb Localização        | Janeiro de 2015                                           | Localização                                               | [ 41 ]        |
| Kite Team                 | Julho de 2015 (50%; restante adquiridos em Abril de 2016) | Localização                                               | [ 42 ] [ 43 ] |
| Liquid Desenvolvedora     | Agosto de 2015                                            | Serviços de arte                                          | [ 44 ]        |
| Ankama Asia               | Março de 2016                                             | Suporte de operações                                      | [ 45 ]        |
| Synthesis Group           | Abril de 2016                                             | Localização e áudio                                       | [ 46 ]        |
| Mindwalk Studios          | Maio de 2016                                              | Serviços de arte                                          | [ 47 ]        |
| Volta Creation            | Julho de 2016                                             | Desenvolvedor visual e serviços de arte                   | [ 48 ]        |
| Player Research           | Outubro de 2016                                           | Consulta e teste de usuário                               | [ 49 ]        |
| Enzyme Testing Labs       | Novembro de 2016                                          | Localização e garantia de qualidade                       | [ 50 ]        |
| Sonox Audio Solutions     | Dezembro de 2016                                          | Localização                                               | [ 51 ]        |
| Spov                      | Fevereiro de 2017                                         | Serviços de arte                                          | [ 52 ] [ 53 ] |
| XLOC                      | Maio de 2017                                              | Gerenciamento de conteúdo baseado na web; plataforma XLOC | [ 54 ] [ 55 ] |
| GameSim                   | Maio de 2017                                              | Desenvolvedora                                            | [ 56 ]        |
| Red Hot                   | Maio de 2017                                              | Serviços de arte                                          | [ 57 ]        |
| La Marque Rose            | Agosto de 2017                                            | Gravação de áudio                                         | [ 58 ]        |
| Asrec                     | Agosto de 2017                                            | Gravação de áudio                                         | [ 58 ]        |
| Dune Sound                | Agosto de 2017                                            | Gravação de áudio                                         | [ 58 ]        |
| Around the Word           | Agosto de 2017                                            | Localização                                               | [ 58 ]        |
| D3T                       | Outubro de 2017                                           | Desenvolvedora                                            | [ 59 ]        |
| VMC                       | Outubro de 2017                                           | Localização e garantia de qualidade                       | [ 60 ]        |
| Sperasoft                 | Dezembro de 2017                                          | Desenvolvedora                                            | [ 61 ]        |
| Localizadora Latam (LOLA) | Dezembro de 2017                                          | Localização de áudio                                      | [ 62 ] [ 63 ] |
| Maximal Studio            | Março de 2018                                             | Gravação de narração                                      | [ 64 ]        |
| Cord Worldwide            | Abril de 2018                                             | Marca musical                                             | [ 64 ]        |
| Laced Music               | Abril de 2018                                             | Gravadora                                                 | [ 64 ]        |
| Fire Without Smoke        | Maio de 2018                                              | Desenvolvedora                                            | [ 65 ]        |
| Blindlight                | Junho de 2018                                             | Serviços de produção                                      | [ 66 ]        |
| Snowed In Studios         | Julho de 2018                                             | Desenvolvedora                                            | [ 67 ]        |
| Yokozuna Data             | Julho de 2018                                             | Análise preditiva                                         | [ 68 ]        |
| Studio Gobo               | Agosto de 2018                                            | Desenvolvedora                                            | [ 69 ]        |
| Electric Square           | Agosto de 2018                                            | Serviços técnicos                                         | [ 69 ]        |
| Sound Lab                 | Setembro de 2018                                          | Entretenimento imersivo                                   | [ 70 ]        |
| The TrailerFarm           | Setembro de 2018                                          | Produção de trailers                                      | [ 70 ]        |
| Sunny Side Up             | Dezembro de 2018                                          | Marketing                                                 | [ 71 ]        |
| GetSocial                 | Fevereiro de 2019                                         | Aquisição de usuários                                     | [ 72 ]        |
| Wizcorp                   | Abril de 2019                                             | Desenvolvedora                                            | [ 73 ] [ 74 ] |
| Descriptive Video Works   | Junho de 2019                                             | Descrições de áudio                                       | [ 75 ]        |
| TV+Synchron               | Setembro de 2019                                          | Gravação de narração                                      | [ 76 ]        |
| Ichi                      | Dezembro de 2019                                          | Criativo e marketing                                      | [ 77 ]        |
| KantanMT                  | Dezembro de 2019                                          | Traduções automáticas                                     | [ 77 ]        |
| Syllabes                  | Dezembro de 2019                                          | Gravação de áudio                                         | [ 77 ]        |
| de março de ing Cube      | Janeiro de 2020                                           | Desenvolvedora                                            | [ 7 ]         |
| Coconut Lizard            | Junho de 2020                                             | Desenvolvedora                                            | [ 78 ]        |
| Maverick Media            | Agosto de 2020                                            | Criativo e marketing                                      | [ 79 ]        |
| Heavy Iron Studios        | Setembro de 2020                                          | Desenvolvedora                                            | [ 80 ]        |
| G-Net Media               | Novembro de 2020                                          | Marketing                                                 | [ 81 ]        |
| High Voltage Software     | Dezembro de 2020                                          | Desenvolvedora                                            | [ 82 ]        |
| Indigo Pearl              | Dezembro de 2020                                          | Relações publicas                                         | [ 83 ]        |
| Jinglebell                | Dezembro de 2020                                          | Gravação de áudio                                         | [ 83 ]        |
| Tantalus Media            | Março de 2021                                             | Desenvolvedora                                            | [ 84 ]        |
| Climax Studios            | Abril de 2021                                             | Desenvolvedora                                            | [ 85 ]        |
| AMC                       | Agosto de 2021                                            | Estúdio de arte                                           | [ 86 ]        |
| Waste Creative            | Dezembro de 2021                                          | Serviços de produção criativa                             | [ 87 ]        |
| Wicked Witch              | Dezembro de 2021                                          | Desenvolvedora                                            | [ 87 ]        |
| Forgotten Empires         | Junho de 2022                                             | Desenvolvedora                                            | [ 88 ]        |
| Mighty Games              | Agosto de 2022                                            | Desenvolvedora                                            | [ 89 ]        |
| Smoking Gun Interactive   | Setembro de 2022                                          | Desenvolvedora                                            | [ 90 ]        |
| Helpshift                 | Dezembro de 2022                                          | Suporte ao cliente                                        | [ 91 ]        |
| LabCom                    | Dezembro de 2022                                          | Relações publicas                                         | [ 92 ]        |
| Fortyseven Communications | Janeiro de 2023                                           | Relações publicas                                         | [ 93 ]        |
| Digital Media Management  | Março de 2023                                             | Marketing                                                 | [ 94 ]        |
| Hardsuit Labs             | Maio de 2023                                              | Desenvolvedora                                            | [ 95 ]        |
| The Multiplayer Group     | Dezembro de 2023                                          | Desenvolvedora                                            | [ 96 ]        |
| Wushu Studios             | Agosto de 2024                                            | Desenvolvedora                                            | [ 97 ]        |
| Certain Affinity          | Outubro de 2024                                           | Desenvolvedora                                            | [ 98 ]        |

## Elogios
No Technology Ireland Awards de 2019, a Keywords Studios recebeu os prêmios de "empresa do ano" e "conquista excepcional em crescimento internacional".

## Ligações Externas
- Sítio oficial